# Campeonato Timorense de Futebol de 2017
A Liga Futebol Amadora 2017 foi a 3ª edição oficial do Campeonato Timorense de Futebol. Foi organizada pela Federação de Futebol de Timor-Leste e contou com 8 times participantes na Primeira Divisão.
Após o sucesso da primeira edição da LFA, realizada entre 2015-16, esta nova temporada trouxe uma alteração significativa: as partidas não mais foram realizadas no Estádio Municipal de Dili, mas nos estádios das cidades de Baucau e Maliana, seguindo-se a tabela de turno e returno.
A primeira partida da temporada foi realizada em 18 de fevereiro de 2017, entre o recém-promovido Zebra F.C. e o campeão do ano anterior Sport Laulara e Benfica.
O segundo turno estendeu-se até o mês de setembro, com a equipa do Karketu Dili F.C. sagrando-se campeã com uma rodada de antecedência.

## Sistema de Disputa
Os 8 times jogam entre si em turno e returno. Ao final do torneio, as duas piores equipes do campeonato são rebaixadas para a Segunda Divisão, composta por 13 times este ano. A equipe campeã será aquela que somar mais pontos nas partidas.

### Critérios de desempate
Ocorrendo igualdade em pontos ganhos entre 2 (dois) ou mais clubes aplicam-se, sucessivamente, os seguintes critérios técnicos de desempate:
- a) resultados dos confrontos diretos
- b) maior saldo de gols
- c) maior número de gols marcados

## Equipes Participantes
Além dos seis primeiros colocados da Primeira Divisão de 2016, participaram nesta edição dois clubes promovidos da Segunda Divisão.
| Time                         | Município |
| ---------------------------- | --------- |
| A.S. Ponta Leste             | Díli      |
| Cacusan Clube do Futebol (P) | Díli      |
| Carsae Football Club         | Díli      |
| F.C. Académica               | Díli      |
| FC Porto Taibesse            | Díli      |
| Karketu Dili F.C.            | Díli      |
| Sport Laulara e Benfica (C)  | Aileu     |
| Zebra Futebol Clube (P)      | Baucau    |

## Classificação Final
| # | Equipa                  | J  | V | E | D  | GP | GC | SG  | Pts | Classificação                       |
| - | ----------------------- | -- | - | - | -- | -- | -- | --- | --- | ----------------------------------- |
| 1 | Karketu Dili (C)        | 14 | 8 | 4 | 2  | 43 | 15 | +28 | 28  | Classificado para Supertaça de 2017 |
| 2 | Ponta Leste             | 14 | 7 | 4 | 3  | 28 | 16 | +12 | 25  | Salvos                              |
| 3 | Carsae                  | 14 | 6 | 5 | 3  | 21 | 16 | +5  | 23  | Salvos                              |
| 4 | Sport Laulara e Benfica | 14 | 6 | 3 | 5  | 20 | 15 | +5  | 21  | Salvos                              |
| 5 | Académica               | 14 | 4 | 6 | 4  | 14 | 12 | +2  | 18  | Salvos                              |
| 6 | Cacusan                 | 14 | 4 | 6 | 4  | 22 | 29 | −7  | 18  | Salvos                              |
| 7 | Zebra F.C. (R)          | 14 | 2 | 6 | 6  | 17 | 29 | −12 | 12  | Rebaixados para 2ª Divisão de 2018  |
| 8 | Porto Taibesse (R)      | 14 | 1 | 2 | 11 | 11 | 44 | −33 | 5   | Rebaixados para 2ª Divisão de 2018  |

Última atualização em 23 de setembro de 2017
Fonte: Global Sports Archive
Regras para classificação: 1º pontos; 2º saldo de gols; 3º gols pró.
(C) = Campeão; (R) = Rebaixado; (P) = Promovido; (O) = Vencedor do play-off; (A) = Classificado para a próxima fase. 
Somente aplicável se a temporada não tiver terminado: 
(Q) = Classificado para a fase do torneio indicada; (TQ) = Classificado para o torneio, mas não para a fase indicada; (DQ) = Desclassificado do torneio.

## Premiação
| Campeonato Timorense de Futebol de 2017 |
| Timor-Leste                             |
| --------------------------------------- |
| Karketu Dili F.C. Campeão (1º título)   |

### Segunda Divisão
Atlético Ultramar (campeão) e DIT FC (vice) classificaram-se para a Primeira Divisão de 2018.

## Ligações Externas
- Liga Futebol Amadora - Página oficial no Facebook